# أحمد بن أبي جمعة
أبو العباس أحمد بن جمعة المغراوي الوهراني (ت 920 هـ / 1514 م) عالم ومقريء وأديب، صاحب الفتوى الشهيرة إلى الموريسكيين من أهل الأندلس وكتاب «جامع جوامع الاختصار والتبيان، فيما يعرض بين المعلمين وآباء الصبيان» والذي كتبه في عام 898هـ - 1493م.

## نبذه
هو "أبو العباس أحمد بن أبي جمعة المغراوي الوهراني" شيخ علامة وفقيه وحافظ ومطلع. قال ابن عسكر: قدم فاس ودرس بها، وكان من الفقهاء الأعلام، ألّف كتاب "جامع جوامع الاختصاص والتبيان في ما يعرض بين المعلمين وآباء الصبيان". ومات في العشرة الثالثة من القرن العاشر"، أي أنه مات ما بين 920 و930 هجرية، الموافق ل 1514و 1524 ميلادي.
ينسبه البعض إلى بلدة ألمغرو بمقاطعة قلعة رباح الأندلسية، نظرا لتشابه اسمه المغراوي بهذه البلدة، لكن الباحث الجزائري يوسف عدار، الذي بحث في سيرة العلامة محمد شقرون المغراوي الوهراني، ابن صاحب الفتوى، نفى نسبتهم إلى تلك البلدة، وإنما لقبيلة مغراوة البربرية.

### فتوى وهران
الأندلسيون المورسكيون في شبه الجزيرة الأيبيرية، حولوا قسرا إلى النصرانية، وعاشوا حياتهم بين الاعتناق الجبري للنصرانية وتمسكهم بالإسلام، فكانوا طيلة القرن السادس عشر نصارى في الظاهر مسلمين في الباطن. واستمروا بهذا الازدواج الديني أمام محاولات دمجهم العنيفة والتي نفذت بأوامر من الملك ومحكمة التفتيش واستخدمت فيها وسائل ترهيبية مثل: الإعدام والتعذيب والطرد والتفتيش ومصادرة الأملاك، ووسائل ترغيبية مثل: الموعظة والزواج المختلط، والتي أدت في نهاية المطاف إلى طرد المورسكيين من الجزيرة الأيبيرية، وذلك في سنة 1609 بسبب تشبثهم بالإسلام، حيث فقد كل من الملك والكنيسة الأمل في تحويلهم إلى كاثوليكيين مخلصين للدولة الإسبانية وللدين الكاثوليكي.
وأهم أسباب تشبث المورسكيين بدينهم الإسلامي، استمرار الفقهاء من داخل وخارج الأندلس بتثبيت الناس ونشر الفتاوى التي كانت تحثهم على الهجرة كفتاوى الونشريسي، أو التي كانت تنصح من لم يستطع الهجرة بالحفاظ على الإسلام باطنا والاعتقاد به سرا. كفتوى مفتي وهران لأحمد بن أبي جمعة، التي أفتاها في يوم 18 نوفمبر 1504م.
في ظل تلك الظروف العصيبة، أرسل أهل مملكة غرناطة ومسلمو قشتالة إلى علماء المغرب يستفتونهم في مصابهم وكيف يتعاملون مع قرار تنصيرهم الذي خيرهم بين الكاثوليكية والويل والثبور. فأجابهم الفقيه أبو جمعة الوهراني المغراوي. بفتوى وُجهت أساسا لمسلمي مملكة غرناطة وقشتالة، لمواجهة التنصير القسري.
نص الفتوى
«"الحمد لله والصلاة على سيدنا محمد وآله وصحبه وسلم تسليما"
إخواننا القابضين على دينهم، كالقابض على الجمر، ممن أجزل الله ثوابهم فيما لقوا في ذاته، وصبروا النفوس والأولاد في مرضاته، الغرباء القرباء إن شاء الله من مجاورة نبيه في الفردوس الأعلى من جناته، وارثوا سبيل السلف الصالح في تحمل المشاق وإن بلغت النفوس إلى التراق، نسأل الله أن يلطف بنا وأن يعيننا وإياكم على مراعاة حقه بحسن إيمان وصدق، وأن يجعل لنا ولكم من الأمور فرجاً، ومن كل ضيق مخرجاً.
بعد السلام عليكم من كاتبه إليكم، من عبيد الله أصغر عبيده وأحوجهم إلى عفوه ومزيده، عبيد الله تعالى أحمد ابن بوجمعة المغراوي ثم الوهراني.
كان الله للجميع بلطفه وستره، سائلاً من إخلاصكم وغربتكم حسن الدعاء، بحسن الخاتمة والنجاة من أهوال هذه الدار، والحشر مع الذين أنعم الله عليهم من الأبرار، ومؤكداً عليكم في ملازمة دين الإسلام، آمرين به من بلغ من أولادكم. إن لم تخافوا دخول شر عليكم من إعلام عدوكم بطويتكم، فطوبى للغرباء الذين يصلحون إذا فسد الناس، وإن ذاكر الله بين الغافلين كالحي بين الموتى، فاعلموا أن الأصنام خشب منجور، وحجر جلمود لايضر ولاينفع، وأن الملك ملك الله، ما اتخذ الله من ولد، وما كان معه من إله، فاعبدوه واصطبروا لعبادته، فالصلاة ولو بالإيماء، والزكاة ولو كأنها هدية لفقيركم أو رياء، لأن الله لا ينظر إلى صوركم، ولكن إلى قلوبكم، والغسل من الجنابة، ولو عوماً في البحور. وإن مُنعتم فالصلاة قضاء بالليل لحق النهار، وتسقط في الحكم طهارة الماء، وعليكم بالتيمم ولو مسحاً بالأيدي للحيطان، فإن لم يمكن فالمشهور سقوط الصلاة وقضاؤها لعدم الماء والصعيد، إلا أن يمكنكم الإشارة إليه بالأيدي والوجه إلى تراب طاهر أو حجر أو شجر مما يتيمَّم به، فأقصدوا بالإيماء، نقله ابن ناجي في شرح الرسالة لقوله صلى الله عليه وسلم فأتوا منه ما استطعتم.
وإن أكرهوكم في وقت صلاة إلى السجود للأصنام أو حضور صلاتهم فأحرموا بالنية وانووا صلاتكم المشروعة، وأشيروا لما يشيرون إليه من صنم، ومقصودكم الله. وإن كان لغير القبلة تسقط في حقكم كصلاة الخوف عند الالتحام، وأن أجبروكم على شرب خمر، فاشربوه لا بنية استعماله، وإن كلفوا عليكم خنزيراً فكلوه ناكرين إياه بقلوبكم، ومعتقدين تحريمه، وكذا إن أكرهوكم على محرّم، وإن زوجوكم بناتهم، فجائز لكونهم أهل الكتاب، وإن أكرهوكم على إنكاح بناتكم منهم، فاعتقدوا تحريمه لولا الإكراه، وأنكم ناكرون لذلك بقلوبكم، ولو وجدتم قوة لغيَّرتموه.
وكذا إن أكرهوكم على ربا أو حرام فافعلوا منكرين بقلوبكم، ثم ليس عليكم إلاّ رؤوس أموالكم، وتتصدقون بالباقي، إن تبتم لله تعالى. وإن أكرهوكم على كلمة الكفر، فإن أمكنكم التورية والإلغاز فافعلوا، وإلا فكونوا مطمئني القلوب بالإيمان إن نطقتم بها ناكرين لذلك، وإن قالوا اشتموا محمداً فإنهم يقولون له مُمَدْ، فاشتموا مُمَداً، ناوين أنه الشيطان، أو مُمَد اليهود فكثير بهم اسمه. وإن قالوا عيسى ابن الله، فقولوها إن أكرهوكم، وانووا إسقاط مضاف أي عبد اللاه مريم معبود بحق، وإن قالوا قولوا المسيح ابن الله، فقولوها إكراها، وانووا بالإضافة للملك كبيت الله لا يلزمه أن يسكنه أو يحل به، وإن قالوا: قولوا مريم زوجة له، فانووا بالضمير ابن عمها الذي تزوجها في بني إسرائيل، ثم فارقها قبل البناء. قاله السهيلي في تفسير المبهم من الرجال في القرآن. أو زوجها الله منه بقضائه وقدره. وإن قالوا عيسى قد توفي بالصلب فانووا من التوفية والكمال والتشريف من هذه، وإماتته وصلبه وإنشاد ذكره، وإظهار الثناء عليه بين الناس، وأنه استوفاه الله برفعه إلى العلو، وما يعسر عليكم فابعثوا فيه إلينا نرشدكم إن شاء الله على حسب ما تكتبون به، وأنا أسأل الله أن يديل الكرة للإسلام حتى تعبدوا الله ظاهراً بحول الله، من غير محنة ولا وجلة، بل بصدمة الترك الكرام.
ونحن نشهد لكم بين يدي الله أنكم صدقتم الله ورضيتم به، ولابد من جوابكم والسلام عليكم جميعاً.
بتاريخ غرة رجب عام عشرة وتسعمائة عرف الله خيره
"يصل إلى الغرباء إن شاء الله تعالى"
غرة رجب 910 هجرية، (18-11-1504م).»
فتوى أبي جمعة الوهراني كتبت سنة 1504 بالعربية، وحُملت إلى الجزيرة الأيبيرية عبر بلنسية التي كان ميناؤها معبرا للقادمين من وإلى الأندلس. وقد أعاد كتابتها مدجن أراغوني في العشرية الثانية من القرن 16م وحملها إلى أراغون مع نصوص عربية أخرى. هناك، وحينما فُرض التنصير على مسلمي أراغون (سنة 1526م) وبدأ ضغط محاكم التفتيش عليهم، ترجم المورسكيون هذه الفتوى إلى اللغة الإسبانية بالحروف العربية (الألخميادو) سنة 1563م. وهي النسخة المحفوظة بمدريد. في سنة 1609م، وقبيل الطرد النهائي من الأندلس، ترجم المورسكيون الأراغونيون هذه الفتوى مرة أخرى إلى الألخميادو. وهي النسخة المحفوظة اليوم بفرنسا.
وعثر المؤرخون حتى الآن على ثلاث نسخ لهذه الفتوى المهمة للمورسكيين:
- النسخة الأولى بمكتبة الفاتيكان، وقد عثر عليها العلامة المصري محمد عبد الله عنان أثناء أبحاثه هناك، وقد نشرها سنة 1958م في كتابه: «نهاية الأندلس وتاريخ العرب المنصرين». كما يبدو أن المؤرخ البريطاني هارفي قد عثر على نفس النسخة العربية، وقام بترجمتها للإنجليزية سنة 1962م بمناسبة أشغال المؤتمر الأول للدراسات الإسلامية لقرطبة.
- النسخة الثانية هي ترجمة ألخميادية للفتوى: وتوجد في الأكاديمية الملكية بمدريد، وقد نشر جزءا منها المؤرخ لونغاس سنة 1915م في كتابه «الحياة الدينية للمورسكيين»، وأجرى عليها تعديلات طفيفة. تاريخ النسخة العربية لهذه الفتوى المترجمة للألخميادو هو بداية رجب 910 هجرية (ديسمبر 1504). بينما يعتقد أنها ترجمت للألخميادو سنة 1563م، حيث تحمل هذه النسخة هذا التاريخ. ما يبين أن هذه الفتوى ظلت مهمة حتى سنة 1563م.
- النسخة الثالثة هي أيضا ترجمة للألخميادو: توجد في مكتبة ميجان بإيكس أون بروفانس بفرنسا. وتاريخ النسخة العربية لهذه الفتوى المترجمة للألخميادو هو رجب 909 هجرية (ديسمبر 1503). وقد نشرت هذه النسخة الالخميادية المؤرخ الفرنسي كانتينو في مجلة «الجريدة الأسيوية» سنة 1927.